# Özer Uçuran Çiller
Özer Uçuran Çiller (21 de septiembre de 1937 - 1 de junio de 2024), fue un ingeniero y empresario turco. Fue esposo de la política y economista Tansu Çiller, primer ministro de Turquía, del 1993 al 1996 y padre de dos hijos. Adoptó el apellido "Çiller" después de casarse.

## Biografía
Nació como uno de los dos hijos de Ramiz Uçuran, el primer y por 30 años mukhtar y propietario de un mercado en Caddebostan, y de İsmet Uçuran. Después de estudiar en el Saint Joseph Fransız Lisesi, continuó sus estudios de ingeniería y maestría en ingeniería en el Robert Kolej (Universidad de Boğaziçi). Obtuvo un MBA de las universidades de Boston y Connecticut en los Estados Unidos. Hasta 1975, trabajó como Director de Controles Económicos del Holding en la empresa Amatek Inc.
En 1963, Özer Çiller se casó con Tansu Çiller. Después de pasar 8 años en Estados Unidos, regresó a Turquía y trabajó como CEO en Çukurova Holding, bajo la dirección de Mehmet Emin Karamehmet. En 1981, junto con su esposa Tansu Çiller, fundó Marsan Marmara Holding. Además, escribió columnas para los periódicos Milliyet y Güneş.
Después de que su esposa Tansu Çiller ingresara en la política y se convirtiera en la primera mujer primera ministra de Turquía en 1993, él obtuvo el título de primer "second gentleman" del país. A partir de principios de los años 2000, Özer Çiller mostró interés en la medicina alternativa y publicó varios libros sobre el tema. Çiller falleció el 1 de junio de 2024 a los 86 años debido a una insuficiencia renal en el distrito de Sarıyer en Estambul.

## Obras
- Mutlu ve Başarılı Olma Sanatı (El Arte de Ser Feliz y Exitoso), 1994, İnkılâp Kitabevi, ISBN 9789751001610.
- Pencere, Yeniçağ'da Düşünce Gücü ve Holistik Sağlığa Açılan Pencere (Ciltli) (Ventana, El Poder del Pensamiento en la Nueva Era y Ventana Abierta a la Salud Holística), 2005, Truva Yayınları, Mayıs 2005, ISBN 9799756237402.[5][6]
- Sırrın Sırrı (El Secreto del Secreto)**, 2008, Doğan Kitap, ISBN 9786051110721.[7][8]
- Yazgı (Destino)**, 2010, Doğan Kitap, ISBN 9786051114644.[9]
- İnfoteizm, 2011, Doğan Kitap, ISBN 978-6051119557.[9]
- Mutlu Huzurlu Başarılı Olabilme Sanatı (El Arte de Ser Feliz, Pacífico y Exitoso), 2011, Doğan Kitap, ISBN 9786050904116.[10]
- Düşüncenin Simyacılığı (La Alquimia del Pensamiento), 2012, Doğan Kitap, ISBN 9786050909371.[11]
- Tanrı Parçacığının Sırrı (El Secreto de la Partícula de Dios), 2014, Doğan Kitap, ISBN 9786050916324.
- Yaşam Düşüncededir (La Vida Está en el Pensamiento), 2014, Yazarın Kendi Yayını, ISBN 978-6056261206.[12][13][14]
- Tanrısal Sağlığın Sırrı (El Secreto de la Salud Divina), 2015, Marnet Yayıncılık, ISBN 9786056546617.[15]
- The Secret of Divine Health (El Secreto de la Salud Divina), 2015, Yazarın Kendi Yayını, ISBN 9786056546624.
- Evlilik Yolculuğu (El Viaje del Matrimonio), 2016, Marnet Yayıncılık,ISBN 978-6056546631.
- Sır'rın Sırrı (El Secreto del Secreto), 2016, Doğan Kitap, ISBN 978-6056546648.[16]